# Vinzenz Pallotti University
Vinzenz Pallotti University (do 2021 jako Philosophisch-Theologische Hochschule Vallendar) jest uznawaną przez państwo kościelną szkołą wyższą podlegającą pallotynom.
Szkoła została założona przez pallotynów. W szkole ważnym aspektem jest całkowity rozwój studentów, w tym kształtowanie własnej osobowości, liczne medytacje, liturgie i możliwość bezpośredniego dialogu między wykładowcami a uczniami, samoorganizacja życia studenckiego i kształtowanie świąt na uczelni. Od semestru zimowego 2006 istnieje fakultet pielęgniarstwa. 

## Cele
Głównymi celami uczelni są:
- zachowanie i rozwijanie tradycji chrześcijańskich,
- przekazywanie wartości chrześcijańskich,
- działalność jako centrum integracji i komunikacji,
- dawanie studiującym solidnego wykształcenia.

## Stopnie naukowe
Uczelnia może nadawać następujące tytuły:
- dyplom z teologii katolickiej;
- licencjat z teologii katolickiej;
- doktorat z teologii katolickiej;
- habilitacje z teologii katolickiej;
- licencjat z pielęgniarstwa (Bachelor of Science; Bachelor of Education);
- magister pielęgniarstwa (Master of Science; Master of Education);
- doktorat w zakresie pielęgniarstwa (Dr. rer. cur.).

Wszystkie z podanych stopni mają ważność tytułów państwowych.